# XING: The Land Beyond
XING: The Land Beyond est un jeu vidéo d'aventure en réalité virtuelle développé par John Torkington et édité par White Lotus Interactive, sorti en 2017 sur Windows et PlayStation 4. Il est compatible HTC Vive, Oculus Rift et PlayStation VR.

## Accueil
- Adventure Gamers : 4,5/5[1]